# Szojuz–6
A Szojuz–6 (oroszul: Союз 6) (7K-OK) szovjet háromszemélyes, kétszemélyessé átalakított, személyszállító, szabványos rendszerben épített Szojuz űrhajó.

## Küldetés
A szabványosított, sorozatgyártásban készülő Szojuz űrhajó további technikai próbája (manőverek – rakétafúvókák alkalmazása, autonóm navigáció, kommunikációs rendszerek, kísérletek, megfigyelések, orvosbiológiai mérések) űrkörülmények között. Az első űreszköz, amelynek fedélzetén nyitott űrkörülmények között hegesztési kísérleteket hajtottak végre egy Vulkán nevű készülékkel.

## Jellemzői
Központi tervező iroda CKBEM <= Центральное конструкторское бюро экспериментального машиностроения (ЦКБЕМ)> (OKB-1 <= ОКБ-1>, most OAO RKK Energiya im. SP Korolev <= ОАО РКК Энергия им. С. П. Королёва> – Központi Kísérleti Gépgyártási Tervezőiroda). Az űrhajót kis átalakítással emberes programra, teherszállításra és mentésre (leszállásra) tervezték.
1969. október 11-én a Bajkonuri űrrepülőtér indítóállomásról egy Szojuz hordozórakéta (11А511) juttatta Föld körüli, közeli pályára. Az orbitális egység pályája 88,36 perces, 51,74 fokos hajlásszögű, az elliptikus pálya perigeuma 186 kilométer, apogeuma 223 kilométer volt. Hasznos tömege 6577 kilogramm. Az űrhajó napelemek nélkül, kémiai akkumulátorokkal 14 napos program végrehajtására volt alkalmas. Összesen 4 napot, 22 órát, 42 percet töltött a világűrben, 80 alkalommal kerülte meg a Földet.
A Szojuz–6 űrhajó szerkezetileg megegyezik a Szojuz–4 egységgel, de jelentősen növelték a hasznos belső térfogatot. Elhagyták az automatikus űrrandevú rádiótechnikai elemeit, az összekapcsoló egységet, a szkafandereket és a harmadik pilótaülést. Növelték a hajtóanyagtartály befogadóképességét. A parancsnoki kabinon kívül munkahelyet alakítottak ki, elhelyezve a kis tolóerejű, helyzetszabályzó hajtóműveket, amit kézzel működtettek.
A Szojuz–6 Föld körüli pályán együtt repült az egymás utáni napokon felbocsátott a Szojuz–7 és a Szojuz–8 űrhajóval, aktívan részt vett a közös manőverekben. Egymás megközelítésében a Szojuz–6 az aktív űrhajó szerepét játszotta. A földi irányítóközpont automatikus vezérléssel közelítette egymáshoz az űrhajókat, majd az űrhajósok rádiókapcsolat segítségével kézi vezérléssel közelítették meg egymást. A fedélzetről filmezték a Szojuz–7 és Szojuz–8 közös űrrepülését, illetve az összekapcsolódási kísérleteket. A három űrhajó csoportos űrrepülése 4 óra 29 percig tartott, azaz három Föld körüli keringésen keresztül.
Október 16-án belépett a légkörbe, a leszállás hagyományos módon – ejtőernyős leereszkedés – történt, Karagandi városától 180 kilométerre északnyugatra érkezett vissza a Földre.

## Személyzet
- Georgij Sonyin űrhajós parancsnok
- Valerij Nyikolajevics Kubaszov űrhajós, fedélzeti mérnök, kutató

## Tartalékok
- Vlagyimir Alekszandrovics Satalov parancsnok
- Alekszej Sztanyiszlavovics Jeliszejev fedélzeti mérnök